# Паводок на заході України 2008 року
Паводок на заході України 2008 року— стихійне лихо, що сталося влітку 2008 року через інтенсивні грозові дощі і, як результат, різке підняття рівня води в річках. Пік паводку припав на 23–27 липня, вона вважається найбільшою в історії західних регіонів України за останні 60 років. Загальні збитки від повені оцінювалися на суму 3–4 млрд грн.

## Масштаб

Карта територій, що постраждали від повені (позначено синім)

Переважно постраждали територія Карпатських гір, Прикарпаття і Закарпаття. Також дуже постраждали населенні пункти вдолинах великих річок, щомають витоки вКарпатах, як-от Дністер і Прут. 31 липня Верховною Радою України було оголошено зонами надзвичайної екологічної ситуації терміном на 90днів території шести областей України: Львівської, Івано-Франківської, Тернопільської, Чернівецької, Закарпатської і Вінницької, також постраждали південні райони Хмельницької області. Загинуло 30 осіб, з них шестеро діти.
Уже після піку повені, 28 липня, на території Львівської, Закарпатської, Тернопільської, Чернівецької та Івано-Франківської областей було підтоплено 40601 житловий будинок і 33882га сільськогосподарських угідь, пошкоджено 360 автомобільних і 561 пішохідний міст, розмито 680,61 км автомобільних доріг. Загальні збитки від повені оцінювалися на суму 3–4 млрд грн.
Окрім заходу України постраждали від повені сусідні регіони Молдови, Румунії та Словаччини.

## Причини
Українськими екологами було висловлено теорію, що одним з головних факторів, що спричинив настільки руйнівні наслідки повені була масова вирубка лісів в Карпатах, які могли б відібрати значну частину дощової води.

## Ліквідація наслідків
Для ліквідації наслідків повені в п'яти західних областях Верховна Рада внесла поправки до державного бюджету, якими передбачалося виділення 5 млрд гривень на допомогу і відбудову зруйнованого стихією майна.